# 2nd Confession
"2nd Confession" (두 번째 고백) là một bài hát của nhóm nhạc nam Hàn Quốc BTOB. Bài hát này được phát hành vào ngày 10 tháng 4 năm 2013.

## Bối cảnh
Đĩa đơn trực tuyến "2nd Confession" được đăng tải trên các trang web nhạc trực tuyến vào ngày 10 tháng 4. Bài hát như một lời cảm ơn của nhóm đến người hâm mộ đã theo họ từ ngày đầu lập nhóm và cũng là để kỷ niệm 1 năm thành lập.

## Sản xuất
Bài hát được viết lời và sản xuất bởi Seo Yong-bae, Seo Jae-woo, cùng các thành viên của nhóm: Lee Minhyuk và Jung Ilhoon. Như đã nói trên trang web chính thức: "Đĩa đơn "2nd Confession" là một bài hát ngọt ngào, ôm lấy người nghe với cái ấm áp của mùa xuân. Bài hát kể về câu chuyện của một anh chàng thú nhận rằng tình cảm của mình vẫn không bị phai nhạt với người yêu cũ." 

## Video âm nhạc
Đoạn video teaser của bài hát được đăng tải vào ngày 7 tháng 4. Trong video này, Lee Minhyuk cùng Danny Ahn từ g.o.d trên một chương trình phát thanh đang đọc một lời thú nhận của một cô gái. Video âm nhạc của bài hát được đăng tải vào ngày 11 tháng 4, một ngày sau khi bài hát được phát hành.

## Quảng bá
Nhóm đã trình diễn bài hát lần đầu tiên vào ngày 11 tháng 4 trên chương trình Mnet M! Countdown, tiếp sau đó là Music Bank, Show!Music Core và Inkigayo.

## Danh sách bài hát
| STT              | Nhan đề                                                               | Phổ lời                                               | Phổ nhạc                  | Arrangement               | Thời lượng |
| ---------------- | --------------------------------------------------------------------- | ----------------------------------------------------- | ------------------------- | ------------------------- | ---------- |
| 1.               | "Second Confession" (두 번째 고백; Du Beonjjae Gobaek)                | Seo Yong-bae, Seo Jae-woo, Lee Min-hyuk, Jung Il-hoon | Seo Yong-bae, Seo Jae-woo | Seo Yong-bae, Seo Jae-woo | 3:55       |
| 2.               | "Second Confession" (두 번째 고백; Du Beonjjae Gobaek) (Instrumental) |                                                       | Seo Yong-bae, Seo Jae-woo | Seo Yong-bae, Seo Jae-woo | 3:55       |
| Tổng thời lượng: | Tổng thời lượng:                                                      | Tổng thời lượng:                                      | Tổng thời lượng:          | Tổng thời lượng:          | 7:50       |

## Vị trí trên bảng xếp hạng

### Bảng xếp hạng
| Bảng xếp hạng             | Vị trí cao nhất |
| ------------------------- | --------------- |
| Gaon Weekly singles chart | 44              |
| Billboard K-Pop Hot 100   | 35              |

## Lịch sử phát hành
| Quốc gia | Ngày                | Định dạng   | Nhãn đĩa                                 |
| -------- | ------------------- | ----------- | ---------------------------------------- |
| Hàn Quốc | 10 tháng 4 năm 2013 | Tải nhạc số | Cube Entertainment Universal Music Group |